# Thompson (Iowa)
Thompson – miasto w Stanach Zjednoczonych, w stanie Iowa, w hrabstwie Winnebago. Zgodnie ze spisem statystycznym
z 2000 miasto liczyło 596 mieszkańców.